# Dodge Caliber
La Dodge Caliber est un crossover compact de la division Dodge de Chrysler. Remplaçante de la Neon, elle est arrivée sur le marché au printemps de 2006 comme modèle 2007.
Elle fut présentée aux États-Unis le 10 janvier 2006 au North American International Auto Show. Dévoilée au public européen au salon de Genève, elle présente divers éléments stylistiques des voitures Dodge de grande taille, tel une calandre en croix et de grands passages de roues.
La Caliber est construite à l’usine de Belvidere, Illinois, où ses prédécesseurs étaient aussi produits.

## Présentation
Son prix de base est de 13 985 $ US. La Caliber a comme concurrents la Chevrolet HHR, la Ford Focus et les Toyota Matrix/Pontiac Vibe. La Caliber est une 5 portes à hayon ce qui en fait le premier véhicule à hayon depuis la disparition de la Dodge Shadow en 1994.
Elle est commercialisée en France avec un moteur Diesel d'origine Volkswagen, le 2 litres TDI de 140 ch (103 kW) qui équipe les Golf et autres véhicules de la marque allemande, et d'une boîte à 6 rapports, d'un moteur essence 1,8 litre à boîte manuelle 6 rapports et d'un 2 litres essence de 156 chevaux proposée avec la transmission automatique CVT. Pour un prix variant de 20 000 à 25 000 euros environ, elle est entre 2 000 et 5 000 euros moins chère que ses concurrentes européennes.
Aux États-Unis, elle était également proposée avec une motorisation 2,4 litres transmission intégrale de 180 chevaux et d'un 2,4 litres turbocompressé en version SRT développant 295 chevaux.

## Commercialisation
La Caliber a été l'une des premières offres modernes de Dodge en Europe et sur les marchés asiatiques tels que le Japon, la Corée du Sud et Singapour, car il y a établi de nouveaux canaux de distribution. Elle a également été introduite en Chine en 2008 en tant que deuxième offre de véhicules modernes de Dodge sur ce marché. Les véhicules Dodge étaient officiellement vendus pour la dernière fois en Chine pendant la Seconde Guerre mondiale. L'introduction de la Caliber avait marqué le retour de la marque Dodge en Australie depuis le début des années 1970.
Au Japon, la Caliber a rejoint la Chrysler PT Cruiser en 2007, car la PT Cruiser était proposée depuis 2000, mais comme pour les produits Chrysler précédents vendus au Japon, la largeur dépassait les réglementations sur les dimensions du gouvernement japonais, et les consommateurs japonais étaient redevables de taxes annuelles pour la conduite d'une voiture plus grosse, ce qui a affecté les ventes. Comme les produits Chrysler étaient considérés comme importants sur le marché japonais, Chrysler proposait des produits qui offraient des intérieurs spacieux avec quatre portes et des hayons monoblocs pour élargir leur attrait auprès des Japonais comme compromis pour payer la taxe annuelle pour les gros véhicules.
Le plan marketing pour la première année de production de la Caliber comprenait 20 % du budget pour le marketing en ligne, les publicités imprimées et les publicités télévisées.

## Caractéristiques
La Caliber peut être équipée de la transmission à variation continue (nommée CVT2 par Dodge) qui lui est fournie par le manufacturier Jatco (une filiale de Nissan), le deuxième modèle DaimlerChrysler à utiliser cette technologie après la Mercedes-Benz Classe A. Elle est propulsée par un des trois nouveaux moteurs 4 cylindres en ligne de l’alliance de manufacturiers GEMA.
Cette voiture peut aussi être équipée de la traction intégrale à contrôle électronique, qui fait varier le couple entre les deux essieux dans les vitesses de 40 ou 105 km/h pour un comportement routier optimal.
La Caliber est montée sur une plate-forme Mitsubishi GS. La plate-forme GS modifiée est maintenant appelée plate-forme JS de Chrysler pour les voitures de taille moyenne et PM/MK pour les voitures compactes. Elle partage cette plate-forme avec la Mitsubishi Lancer, même si elle demeure plus similaire avec celle des Jeep Compass et Jeep Patriot. Les roues de la Caliber ont un motif à 5 trous avec un cercle de boulons de 114 mm.

### Sécurité
L'Insurance Institute for Highway Safety (IIHS) a attribué à la Caliber un score global bien dans les tests de collision frontale. La Dodge Caliber avait de série des airbags rideaux latéraux, mais les airbags latéraux pour le torse étaient en option. L'IIHS avait noté la Caliber Marginal dans l'ensemble lors du test d'impact latéral. Cependant, cette Caliber n'était pas équipée de l'airbag latéral pour le torse qui était en option.

### Modèles
Trois modèles étaient disponibles au lancement de la Caliber, un quatrième étant disponible à la mi-2006.
Le modèle SE de base est doté d'une traction avant et d'un moteur quatre cylindres en ligne World 1,8 L de 150 ch (110 kW) reliée à une transmission manuelle 5 vitesses Magna Drivetrain T355. Une version 2,0 L 160 ch (118 kW) du moteur couplée à la transmission CVT2 était disponible en option.
La configuration standard de la SE manque de climatisation, de vitres, serrures de porte et rétroviseurs électriques. Le contour de la calandre est de couleur carrosserie, tandis que celui de tous les autres modèles est chromé. Les modèles SXT et R/T canadiens sont dotés de calandres couleur carrosserie au lieu de calandres chromées. La Caliber SE n'a pas de compte-tours ni de poignées d'assistance, des roues en acier de 15 pouces avec enjoliveurs sont de série. Certaines options n'étaient pas disponibles sur la SE.
Pour 2011, ce modèle a été nommé Express, revenant à SE pour 2012. Pour 2012, l'option de transmission CVT a été abandonnée uniquement pour la SE, laissant la transmission manuelle à cinq vitesses comme seule option de transmission disponible pour la SE. La CVT a continué d'être proposée dans les modèles SXT et SXT Plus pour 2012.
La SXT a les mêmes choix de moteurs que la SE, mais de nombreuses autres fonctionnalités sont disponibles de série. La climatisation est un équipement standard à ce niveau, y compris le refroidisseur de boissons Chill Zone à l'intérieur de la boîte à gants inférieure avant. Le groupe de témoins du tableau de bord reçoit un compte-tours et un ordinateur de bord (en option). Le siège conducteur ajoute un réglage en hauteur, le siège passager se replie à plat pour transporter une charge et les sièges arrière s'inclinent. Les vitres, les serrures, les rétroviseurs électriques et l'entrée sans clé à distance sont inclus. La calandre est chromée et des jantes en acier de 17 pouces sont de série, avec des jantes en aluminium de 17 pouces en option. L'éclairage de la zone de chargement comprend une lampe de poche amovible et rechargeable tandis que le plafonnier avant comprend deux lampes de lecture. En Europe, cette version a également été commercialisée équipée d'un moteur turbodiesel de 2,0 litres construit par VW.
Certaines publications de Dodge mentionnent un modèle SXT Sport Wagon, tandis que d'autres (par exemple le site Web de Dodge) répertorient une finition SXT «E» avec des caractéristiques identiques. Elle se compose de roues en aluminium de 17 pouces, d'inserts de siège en tissu de couleur assortie, de garnitures de tableau de bord de couleur assortie, ainsi que de phares antibrouillard.
Le modèle SXT Sport britannique a des jantes en alliage de 18 pouces, des sièges en tissu et un tableau de bord de couleur assortie de série et un système audio à 9 haut-parleurs de série; Les premiers modèles britanniques n'avaient pas de calandre chromée. La SXT Sport britannique était disponible avec un moteur Diesel Volkswagen de 2,0 L couplé à une transmission manuelle à six vitesses.
Pour 2011, Heat, Uptown et Mainstreet étaient trois niveaux de finition disponibles pour la Caliber, revenant à SXT et SXT Plus en 2012.
Le modèle R/T a une version 2,4 L 174 ch (128 kW) du moteur World, équipé de la transmission CVT2 et programmé avec une fonction "AutoStick" donnant six rapports fixes simulés dans un mode manuel sans embrayage en plus du mode CVT 'Drive' normal. La transmission intégrale était une option sur le modèle R/T jusqu'en 2009, mais avec une transmission automatique uniquement. Des roues en aluminium de dix-huit pouces étaient de série, tandis que les versions chromées étaient en option. Au lancement, la CVT2 à transmission intégrale était la seule combinaison de groupes motopropulseurs disponible pour la R/T. Une variante à traction avant avec la transmission manuelle à 5 vitesses T355 est entrée en production à la fin de l'été 2006. L'ABS était standard, et les systèmes de suspension et de direction étaient réglés pour la performance.
À l'extérieur, la R/T se distingue par des poignées de porte couleur carrosserie/chromées (remplaçant le noir sur les autres modèles), une moulure latérale chromée, un embout d'échappement chromé et des phares antibrouillard avant de série, ainsi que des badges R/T.
À l'intérieur, la voiture était livrée de série avec des inserts de siège en tissu de couleur assortie, tandis que les sièges en cuir étaient une option comme sur la SXT. Une garniture de tableau de bord de couleur assortie était également de série, ainsi qu'un volant gainé de cuir avec commandes audio et contrôle de la vitesse, et un cache-bagages (tous cela est en options sur la SXT).
Le modèle R/T a été abandonné en 2010.
Voir aussi: Street and Racing Technology
Le modèle SRT4, présenté au Salon de l'auto de Chicago en février 2006, remplaçait la SRT-4 original sur base de Neon produit par le groupe Street and Racing Technology de Chrysler.
La berline SRT4 rivalisait avec la Volkswagen GTI et la Mazdaspeed3. Elle comportait un moteur quatre cylindres en ligne DOHC turbocompressé de 2,4 L et 16 soupapes avec Dual Variable Valve Timing (DVVT). Le moteur produisait 289 ch (213 kW) à 6 400 tr/min et 359 N m de couple à 5 600 tr/min en utilisant le turbo TD04HL4S-20. Edmunds.com a testé une Calibre SRT4 sur un banc dynamométrique et a obtenu 285 ch (210 kW) et 354 N m de couple. Edmunds a qualifié la note du fabricant de conservatrice; mettant plus de puissance sur la route que certaines voitures coûtant deux fois plus cher. Ce moteur est couplé à une transmission manuelle Getrag à six vitesses et utilise une transmission à traction avant. La Caliber SRT4 utilise une suspension avant à jambe de force MacPherson et une suspension arrière multibras. La SRT4 était livrée avec de grands freins à disque avant ventilés de 34 cm (de la version Dodge Charger finition Police) avec des étriers à double piston et des freins à disque arrière à piston unique de 30 cm. Elle comportait également un système ABS aux quatre roues, avec assistance électronique. Les roues sont de 19 pouces, à cinq branches, estampées SRT, en aluminium peint et équipées de pneus Goodyear RSA 225/45R19. Les options de la finition comprenaient des roues en aluminium poli, des pneus Goodyear Eagle F1 Supercar, la radio satellite SIRIUS avec son puissant Kicker SRT, EVIC avec pages de performance, alarme de sécurité et couleurs de peinture en option.
Le modèle SRT4 de la Caliber était disponible jusqu'en 2009.

### Moteurs

#### Europe
- Essence :
  - 4 cylindres. 1,8 L 150 ch
  - 4 cyl. 2,0 L 156 ch
- Diesel :
  - 4 cyl. 2 L CRD 140 ch[4]
  - 4 cyl. 2,2 L CRD 163 ch[5]

#### Amérique du Nord
- Essence :
  - 4 cyl. 1,8 L 150 ch (110 kW)
  - 4 cyl. 2 L 160 ch (118 kW)
  - 4 cyl. 2,4 L 174 ch (128 kW)
  - 4 cyl. 2,4 L T 289 ch (213 kW) (SRT-4)

### Ventes totales
| Année civile | États-Unis | Canada  | Australie | France[réf. nécessaire] |
| ------------ | ---------- | ------- | --------- | ----------------------- |
| 2006         | 92 224     | 19 524  |           | 1 314                   |
| 2007         | 101 079    | 18 553  |           | 1 903                   |
| 2008         | 84 158     | 19 544  |           | 1 294                   |
| 2009         | 36 098     | 9 802   |           | 443                     |
| 2010         | 45 082     | 7 275   |           | 167                     |
| 2011         | 35 049     | 4 919   | 1 257     |                         |
| 2012         | 10 176     | 282     | 410       |                         |
| 2013         | 45         | 7       |           |                         |
| Total        | 515 484    | 515 484 | 515 484   | 515 484                 |

## Mises à jour

### 2009
Pour le modèle 2009, la Caliber a subi une petite refonte. Les poignées de porte en plastique noir ou de couleur noire disponibles sur les modèles de base ont été remplacées par des poignées peintes en couleur carrosserie auparavant disponibles uniquement sur la R/T. De plus, le couvercle du coffre a été réduit en poids et simplifié en ouverture. À l'intérieur, tous les panneaux étaient noirs au lieu de gris. Le badge "DODGE" qui était au-dessus du logo Bélier du milieu a été déplacé vers la gauche, tandis que le badge "CALIBER" a été déplacé vers la droite depuis la gauche, tous deux de taille de police égale. Le titre du modèle de la voiture, indiqué précédemment à droite, a été déplacé dans le coin inférieur droit du couvercle de la porte.

### 2010
Le modèle de l'année 2010 a été dévoilée au Salon de l'automobile de Francfort 2009, avec un design intérieur rafraîchi composé de contours métalliques et de parties en verre pour supprimer l'abondance de matières plastiques sur les modèles précédents, ainsi que l'ajout d'un siège conducteur à 8 réglages électriques, des rétroviseurs chauffants et un système de climatisation automatique auparavant disponible uniquement sur la R/T. Le tableau de bord comporte également le déplacement de la boîte à gants en raison de nombreuses plaintes des clients, qui occupe désormais la place au-dessus du panneau de la radio et comprend un verrou «appuyez pour ouvrir» au lieu du mécanisme d'ouverture précédent «presser et soulever».
Le moteur 1,8 L a été abandonné des modèles SE et SXT, et le modèle SRT-4 est abandonné. Les modèles du marché européen reçoivent un nouveau moteur Diesel de 2,2 L avec 165 ch (122 kW) et 320 N m de couple qui offre une efficacité énergétique combinée ville et route de 5,8 L/100 km.
Uniquement pour le marché américain, les modèles ont été rapidement renommés et rebaptisés, SE devenant "Main Street", SXT - "Heat" et R/T - "Rush". Deux autres modèles ont été lancés en 2010: une variante de luxe tout inclus «Uptown» et une variante de base «Express» dans laquelle les poignées en plastique noir sont revenues. L'«Express» était le seul modèle à ne pas proposer le contrôle automatique de la température en option, la «Main Street» présentait un régulateur de vitesse, un ABS et un ESP, qui n'étaient auparavant pas disponibles en option pour la SE. Tous les modèles, à l'exception de l'«Express», comportaient des roues de 17 pouces.

### 2011
Le modèle de 2011 a apporté six nouveaux schémas de peinture, contrôle de stabilité de série sauf sur les modèles Express, trafic Sirius lorsqu'elle est équipé d'un système de navigation, roues chromées de 18 pouces disponibles sur les modèles Uptown (17 pouces peintes de série), direction mise à jour sauf sur modèles Express, et de nouveaux amortisseurs et une barre anti-roulis arrière plus épaisse sur les modèles Rush et Heat. La Caliber et le Nitro étaient les deux seules voitures de la gamme des véhicules de Dodge à encore arborer le logo Bélier sur le carénage, à l'arrière et sur le volant. Le Dodge Nitro comportait également des tapis de sol pour conducteur et passager. Le logo a été retiré des tapis des Caliber avec le modèle de 2009.

### 2012
Pour l'année modèle 2012, les modèles ont été renommés SE, SXT et SXT Plus. La version Plus comprend tous les articles de la SXT et des roues de 18 pouces en aluminium avec des pneus de performance, ainsi qu'un siège conducteur à réglage électrique en 6 directions. La SXT Plus n'était pas vendu au Canada.

## Arrêt
La Caliber de 2010 était le dernier modèle de Dodge vendu en Europe. La production du modèle de 2011 a pris fin le 23 novembre 2011 aux États-Unis, le reste étant vendu comme Caliber de l'année modèle 2012 aux États-Unis et au Canada. Une successeur appelée la Dart, basée sur la plate-forme de l'Alfa Romeo Giulietta, a été mis en vente en juin 2012 pour l'année modèle 2013 en tant que véhicule compact de la gamme Dodge.